# Robert Grosvenor, 5. Duke of Westminster
Robert George Grosvenor, 5. Duke of Westminster, TD, JP, DL, (* 24. April 1910 in London; † 19. Februar 1979 in Enniskillen) war ein britischer Soldat, Grundbesitzer, Geschäftsmann und Politiker. In den 1970er Jahren war er der reichste Mann Großbritanniens.

## Herkunft und frühe Jahre
Der Vater von Robert Grosvenor trug den gleichen Namen wie sein Sohn und war seinerseits der sechste Sohn und das zehnte Kind von Hugh Grosvenor, 1. Duke of Westminster mit seiner zweiten Frau Katherine Cavendish. Seine Mutter war Mabel Crichton, Tochter von John Crichton, 4. Earl Erne. Seine schulische Ausbildung erhielt Grosvenor in Eton. Dort war er Mitglied der Junior Division im Officer Training Corps und erreichte den Rang eines Lance Corporal.
1963 starb Robert Grosvenors Cousin und bisherige Titelträger und Roberts Bruder Gerald wurde der neue Duke of Westminster. Eine königliche Anordnung (Royal Warrant of Precedence) erlaubt ihm, die Anrede Lord Robert Grosvenor anzunehmen. Nach dem Tod seines Bruders im Jahre 1967 wurde er 5. Duke of Westminster. Die Familie stammt von Gilbert le Gros Veneur ab, einem Neffen von Wilhelm dem Eroberer. Der Reichtum der Familie beruht hauptsächlich darauf, dass sie Ackerland besaß, das im 19. Jahrhundert bebaut und zu einem Teil von London wurde.

## Militärische Laufbahn
Im Juni 1938 wurde Robert Grosvenor als Unterleutnant zur Light Anti-Aircraft Brigade von London verpflichtet, eine britische Territorialarmee der Royal Artillery. Am Ende des Krieges war er Major.
Am 1. Mai 1947 wurde Grosvenor zur Londoner Yeomanry versetzt und befördert. 1949 wechselte er zur Yeomanry North Irish Horse. Im November 1949 wurde er mit Efficiency Decoration (TD) für seinen langen Dienst in der Territorialarmee ausgezeichnet und 1954 erhielt er einen weiteren Ordensstreifen. Im Februar 1956 wurde er aus dem aktiven Dienst entlassen und auf die Liste der Reserve-Offiziere gesetzt. Im April 1960 schied er endgültig aus dem Dienst aus, aber es war ihm erlaubt, den Rang eines Oberstleutnants zu führen. Zudem war er seit 1971 Ehrenoberst der North Irish Horse.

## Politische Laufbahn
Robert Grosvenor lebte hauptsächlich in Nordirland. Sein Wohnsitz Ely Lodge befindet sich auf einer Halbinsel des Lough Erne nahe Enniskillen. 1952 wurde er zum  High Sheriff of Fermanagh ernannt. Bei den Unterhauswahlen 1955 wurde er für den Wahlkreis Fermanagh & South Tyrone in das Parlament gewählt und 1959 wiedergewählt. 1964 zog er sich aus dem Unterhaus zurück; sein Nachfolger wurde sein Cousin James Hamilton, 5. Duke of Abercorn. Im Parlament engagierte er sich vor allem für seinen eigenen Wahlkreis, arbeitete aber auch am Adoption Act 1964 mit, einem Gesetz, das die Erhöhung der Zahl von Adoptionen zum Ziel hatte.
Grosvenor nahm ab 1967 auch seinen Sitz im House of Lords ein, hielt aber trotz seiner politischen Erfahrungen dort niemals eine Rede.

## Familie

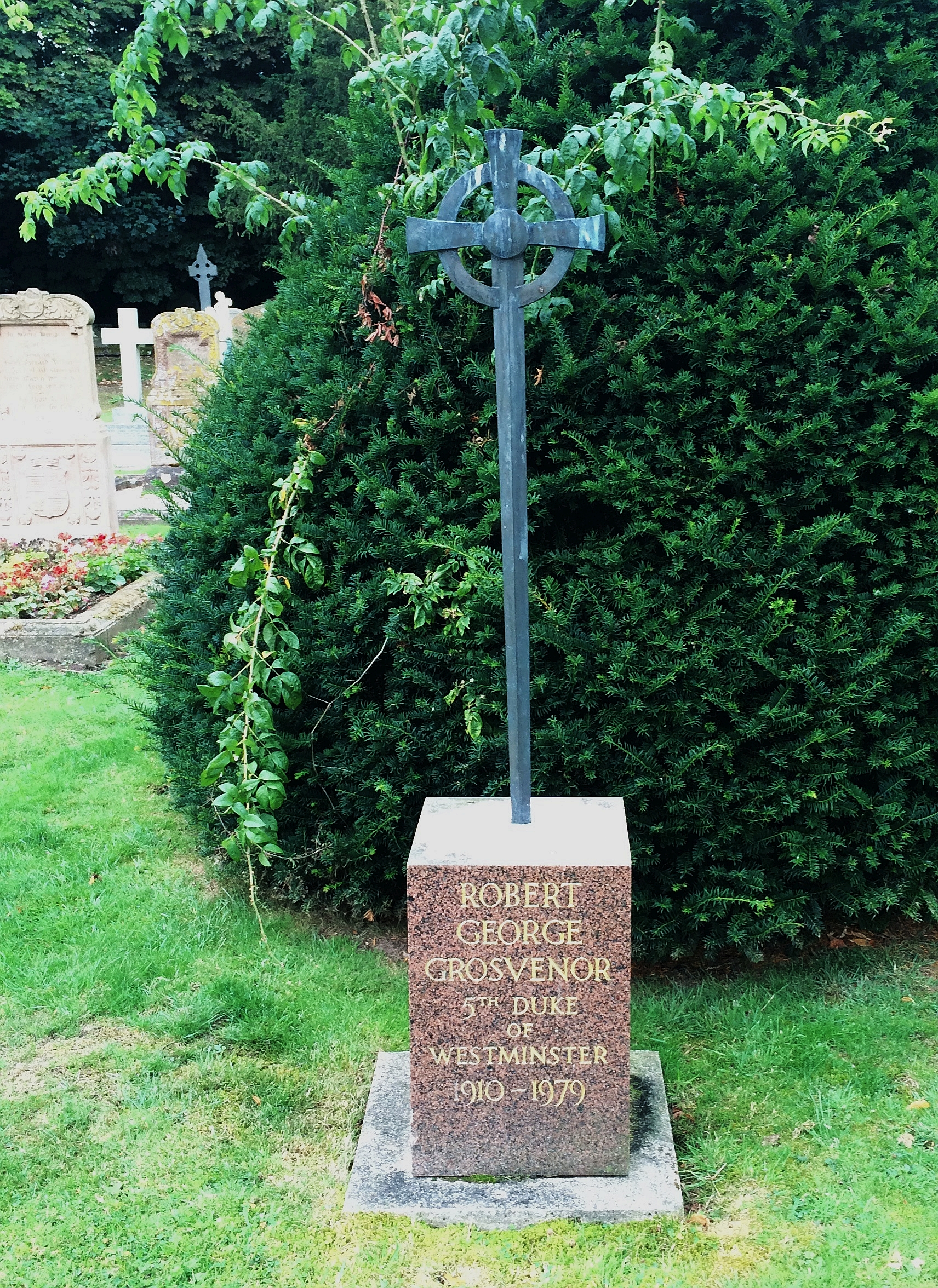
Grab des 5. Duke of Westminster

Robert Grosvenor war seit Dezember 1946 mit Viola Maud Lyttelton verheiratet, einer Tochter von John Cavendish Lyttelton, 9. Viscount Cobham; das Paar hatte drei Kinder: 
- Leonora Mary Grosvenor (* 1. Februar 1949), verheiratet mit Thomas Patrick Anson, 5. Earl of Lichfield,
- Gerald Cavendish Grosvenor, 6. Duke of Westminster (* 22. Dezember 1951, † 9. August 2016), verheiratet mit Natalia Phillips,
- Jane Meriel Grosvenor (* 8. Februar 1953), verheiratet mit Guy David Innes-Ker, 10. Duke of Roxburghe.